# José Rosales
José Rosales Herrador (San Salvador, 19 de marzo de 1827-San Salvaador, 7 de abril de 1891) fue un banquero, militar y gobernante de la República de El Salvador como Tercer Designado entre el 17 y el 22 de junio de 1885. Donó parte de su fortuna para la construcción del moderno Hospital General de San Salvador, hoy llamado Hospital Nacional Rosales.

## Vida familiar
Nació en la ciudad de San Salvador el 19 de marzo de 1827, dentro del matrimonio formado por el coronel español José Rosales y Sáenz y doña Josefa Herrador; fue educado por los sacerdotes franciscanos.
A temprana edad quedó huérfano de padre, siendo educado por la familia Morales Villaseñor; al fallecer su progenitor en 1848, quedó bajo la guarda del diputado Mariano Morales y Wading; posterior a dicha muerte se traslada a ciudad de Guatemala, para cursar estudios mayores, donde contrajo matrimonio con doña Carmen Ungo, quien falleció el 21 de junio de 1896 y con quien no tuvo descendencia.
Sirvió en el ejército salvadoreño, donde obtuvo el grado de Coronel.

## Carrera política
Durante su vida José Rosales representó a los departamentos de San Salvador y Chalatenango, en varias legislaturas ordinarias; electo senador por San Salvador en 1877, fue nombrado presidente de la Cámara de Senadores en 1881, diputado al Congreso Constituyente de 1883 y vicepresidente de la Cámara de Senadores en 1884 y 1885.
Durante este periodo, fue resultó elegido como tercer designado a la presidencia por Decreto Legislativo de 28 de febrero de 1884.

## Ejercicio del Ejecutivo
Después del fallido intento de establecer la unidad de Centroamérica por el presidente guatemalteco Justo Rufino Barrios, estalla la revolución encabezada por el general Francisco Menéndez, debido a esto el presidente Rafael Zaldívar renuncia a la presidencia, dejando depositado el mando en el general Fernando Figueroa, posteriormente electo segundo designado; como medio para restablecer la paz, y evitar así la guerra civil el general Figueroa, deposita el mando en el senador José Rosales el 18 de junio de 1885.
Uno de sus primeros actos en ejercicio del Ejecutivo fue el nombramiento, como Ministro General, al doctor Rafael Ayala. El Ministro General en conjunto al enviado extraordinario y ministro plenipotenciario de Nicaragua don Modesto Barrios y el cónsul de Bolivia don Manuel Trigueros, salieron el 19 de junio a representar al gobierno de jure en conferencia con el gobierno revolucionario del general Francisco Menéndez ocurrida en la Hacienda San Andrés; fruto de esa reunión fue el denominado Convenio de San Andrés, por el cual se reconoce como presidente provisorio al general Menéndez, entregándoselo cuando este ingresa a la capital salvadoreña el 22 de junio de 1885.
Posteriormente fue nombrado como Consejero de Estado por el presidente Menéndez el 4 de diciembre de 1885.

## Muerte
Retirado de la vida política, falleció el 7 de abril de 1891, siendo su sepelio una verdadera demostración de pesar.

## Hospital Rosales

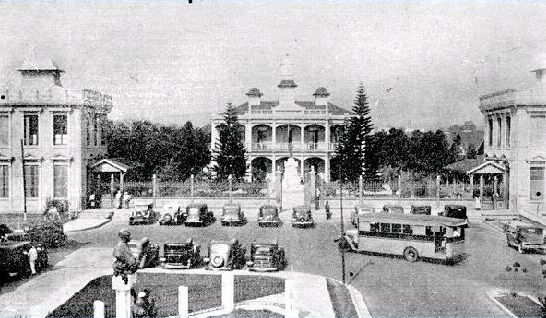
El Hospital Nacional Rosales en 1936.

A fines del siglo XIX El Salvador contaba con una casa de caridad y junta de patrocinio, quienes eran los encargados del llamado Hospital General de San Salvador, pero la necesidad de construir un nuevo hospital era imperiosa, dicha construcción había nacido de la mente del doctor Ramón García González, pero hacían falta los fondos necesarios; José Rosales nunca tuvo hijos, y a lo largo de su vida amasó una considerable fortuna, por lo cual considerando que el país necesitaba un moderno centro de salud, y aconsejado por su pariente monseñor Antonio Adolfo Pérez y Aguilar, decidió apoyar dicha idea.
Entonces es cuando al suscribir su testamento deja como único heredero al Hospital de San Salvador al cual dejó aproximadamente medio millón de pesos oro, lo cual era una fortuna considerando que el presupuesto de El Salvador era de un millón y medio de pesos; de su herencia el restante dinero fue dejado como herencia a su esposa Carmen Ungo y otra parte al hospicio de Huérfanos.
La primera piedra del nuevo Hospital fue colocada el 9 de abril de 1891, dos días después de su muerte, y el edificio fue terminado en 1902, siendo inaugurado con el nombre de Hospital Nacional Rosales, el 13 de julio de 1902.